# Yiruma
Yiruma (кор. 이루마, 李閏珉 Їрума, за традиційною системою транскрипції — Лі Ру Ма; народився 15 лютого 1978 року, Сеул) — південнокорейський композитор-піаніст. Одружений із міс Корея — Son Hye-im (весілля відбулося 27 травня 2007 року)

## Біографія
Їрума почав грати на фортепіано з 5 років, в 11 він відправився в Англію, де навчався в Purcell School of Music для музично обдарованих. Він вступив у Королівський Коледж, де навчався у музиканта Харрісона Бертвістля. Під час його навчання в Королівському Коледжі його музичний талант помітили, і згодом світ побачив його перший альбом класичної музики під знаком DECCA.
В січні 2002 року увійшов в історію як перший корейський музикант, який виступив на відомому музичному фестивалі MIDEM в Каннах, Франція. З того часу альбоми Yiruma продаються в Європі, Японії, Сингапурі і всій Азії. Його твори займають високі позиції в поп-чартах Кореї, а сам виконавець вважається одним із найперспективніших музикантів нашого часу.
Дебютував Їрума 2004 року на Японській сцені з музичним супроводом, який він написав для телевізійних міні-серіалів Fuji TV «Tokyowankei». Збірка творів «best of» була випущена з допомогою студії Universal Music Japan в жовтні, в супроводі сольних виступів у знаменитих Tokyo Orchard Hall і Kawaguchi Lilia Hall. Ці виступи продемонстрували публіці талант композитора. Він став одним з найбільш відомих корейських нью-ейдж артистів, Yiruma отримував похвалу та овації по всій території Японії.
Любов корейців Yiruma заслужив створенням і виконанням музичних композицій до популярних телесеріалів, зокрема до серіалу «Зимова соната» і його продовження «Весняний вальс». Композитор швидко набув популярності і став рекламним обличчям Korea Telecom's KT icom G-cube і Yamaha Korea.
Як нью-ейдж топ-артист Yiruma 2003 року презентував публіці новий альбом «From the yellow room», який отримав 30 000 попередніх замовлень, а у 2004 році альбом «Nocturnal lights…they scatter», який дебютував першим номером в Корейських поп-чартах. Взимку 2004 року Yiruma успішно завершив рік феноменальним концертним туром із 23 зупинками у містах Кореї (2004 Drama Concert).
В квітні 2005 Yiruma записав альбом «Destiny of Love», куди увійшли музичні композиції із «Tokyowankei» і нові фортепіанні соло.
Yiruma відомий в усьому світі, його альбоми продаються в США, Європі та Азії. Найвідоміші композиції: «Kiss the Rain» (альбом «Missing You»), «May Be» (альбоми «First Love» і «Missing You») і «River Flows in You» (альбоми «First Love» і «Movement On a Theme»).

## Неправильне приписування авторства
У різноманітних мережах і на відеохостингах композицію Їруми «Kiss The Rain» досить часто сприймають за «Rue's Lullaby» з фільму «Голодні ігри» за романом Сьюзен Коллінз.
Фанати фільму «Сутінки» також помилково вважають «River Flows In You» тією ж композицією, яку Едвард виконує на роялі. Насправді у фільмі використовується композиція «Bella's Lullaby», написана Картером Беруеллом.

## Дискографія
- Love Scene (2001-05-16)
- First Love (2001-12-01)
- Oasis & Yiruma (2002-06-20)
- Puppy's Face OST (강아지똥) (2002-12-17)
- From The Yellow Room (2003-10-23)
- Nocturnal lights… they scatter (2004-08-05)
- Piano Museum (2004)
- Poemusic (2005)
- Destiny of Love (2005-04-19)
- h.i.s. monologue (2006-11-02)
- P.N.O.N.I. (2008-10-30)
- Missing You (2009)
- Movement On A Theme (2009)
- Movement On A Theme — 2nd Movement (2009)

## Ноти
- Бібліотека TWIRPX — http://www.twirpx.com/library/music/note/piano/%5Bнедоступне+посилання+з+червня+2019%5D